# سعدان عنكبوتي أسود اليد
سعدان عنكبوتي أسود اليد (الاسم العلمي: Ateles geoffroyi) هو نوع من الحيوانات يتبع جنس سعدان عنكبوتي من فصيلة السعادين عنكبوتية. وهو نوع من قردة العالم الجديد، من أمريكا الوسطى وأجزاء من المكسيك وربما جزء صغير من كولومبيا. هناك ما لا يقل عن خمسة أنواع فرعية. يصنف بعض علماء الرئيسيات قرد العنكبوت ذو الرأس الأسود (A. fusciceps)، الذي يوجد في بنما وكولومبيا والإكوادور، على أنه نفس نوع قرد العنكبوت اسود اليد.

## التصنيف
ينتمي سعدان العنكبوت جوفروي إلى فصيلة قردة العالم الجديد سعادين عنكبوتية، والتي تضم جنس السعدان العنكبوتي والسعدان الصوفي وسعدان الموريكي وسعدان العواء. وهو عضو في تحت الفصيلة اتيلينى Atelinae، والتي تشمل قردة العنكبوت وقردة الصوف والموريكيس، الذي يضم جميع قردة العنكبوت. تعني تسمية الجنس Ateles "ناقص"، في إشارة إلى الإبهام الأثري. اسم النوع geoffroyi يكرّم عالم الطبيعة الفرنسي إيتيان جوفروا سانت ايلار.

## التوزيع والمسكن
تمتد مساحة انتشار هذه الفصيلة عبر معظم أنحاء أمريكا الوسطى، حيث تشمل بنما، وكوستاريكا، ونيكاراغوا، وغواتيمالا، وهندوراس، والسلفادور، وبليز وجنوب وشرق المكسيك. تشير ملاحظات السكان المحليين إلى أن السلالة الفرعية الجنوبية، وهي سعدان العنكبوت ذو القبعة (A. g. grisescens)، قد تتواجد أيضًا في جزء كولومبيا بالقرب من حدود بنما. في غرب كولومبيا وشمال شرق بنما، يتم استبداله بسعدان العنكبوت ذو الرأس الأسود، والذي يعتبره بعض علماء الرئيسيات نوعًا فرعيًا لسعدان العنكبوت اسود اليد.
يعيش هذا السعدان في أنواع مختلفة من الغابات، بما في ذلك الغابات المطيرة والغابات شبه المتساقطة وأشجار المانجروف. عادةً ما توجد كثافة أعلى منه في المناطق التي تحتوي على غابات دائمة الخضرة.

## الوصف
يعد سعدان عنكبوتي أسود اليد أحد أكبر قردة العالم الجديد. يتراوح طوله بين 30 و 63 سم (12 و 25 بوصة) ويبلغ وزنه بين 6 و 9 كجم (13 و 20 رطلاً). الذيل أطول من الجسم ويتراوح طوله بين 63 و 85 سم (25 و 33 ½ بوصة). الذكور والإناث متقاربان في الحجم تقريبًا.